# Hendecacentrus
Hendecacentrus is een geslacht van wantsen uit de familie van de Reduviidae (Roofwantsen). Het geslacht werd voor het eerst wetenschappelijk beschreven door Ernst Evald Bergroth in 1919.

## Soorten
Het genus bevat de volgende soorten:

- Hendecacentrus adulterinus Bergroth, 1919
- Hendecacentrus ligatus Villiers, 1961
- Hendecacentrus mirabilis Villiers, 1961
- Hendecacentrus monticolus Villiers, 1961
- Hendecacentrus pauliani Villiers, 1961
- Hendecacentrus seyrigi Villiers, 1951
- Hendecacentrus simulans Chlond, 2011
- Hendecacentrus transversus Villiers, 1961